# Хамочхамзако
Хамочхамзако́ (кабард.-черк. Хэмыкӏхэмзагъэ) — река в республике Кабардино-Балкария. Протекает по территории Чегемского района. Площадь водосборного бассейна — 14,6 км².
Берёт начало с одного из отрогов Лесистого хребта. Устье реки находится в 8,9 км по левому берегу реки Каменка, у западной окраины села Яникой.

## Данные водного реестра
По данным государственного водного реестра России относится к Западно-Каспийскому бассейновому округу, водохозяйственный участок реки — Терек от впадения реки Урух до впадения реки Малка. Речной бассейн реки — Реки бассейна Каспийского моря междуречья Терека и Волги.
Код объекта в государственном водном реестре — 07020000612108200005114.